# Ohio River Valley AVA
Ohio River Valley AVA ist ein seit dem 7. September 1983 durch das Bureau of Alcohol, Tobacco, Firearms and Explosives anerkanntes Weinbaugebiet in den US-Bundesstaaten Indiana, Kentucky, Ohio und West Virginia.

## Lage
Gemeinsamer Nenner des riesigen Gebiets ist der Ohio River sowie die umliegenden Flächen. Mit einer definierten Fläche von 6.734.000 Hektar ist es die größte American Viticultural Area der Vereinigten Staaten. Die Herkunftsbezeichnung verteilt sich dabei auf die Bundesstaaten Indiana, Kentucky, Ohio und West Virginia. Trotz dieser Ausdehnung wurde mit der Kanawha River Valley AVA erst eine Subregion definiert.

## Rebsorten
Mehrheitlich sind die Weinberge mit den Hybridreben Baco Noir, Maréchal Foch, Seyval Blanc oder Vidal Blanc bestockt. Die populärsten Edelreben der Familie Vitis vinifera sind Chardonnay, Cabernet Sauvignon sowie der Riesling.